# Lusitânia Comboio Hotel
Nota: não confundir com o antecessor deste serviço, o Lusitânia Expresso, que fazia o mesmo percurso.
O Lusitânia Comboio Hotel, conhecido em espanhol como Tren Hotel Lusitania, e normalmente designado apenas como Lusitânia ou Lusitania, foi um serviço ferroviário nocturno entre as localidades de Lisboa, em Portugal, e Madrid, em Espanha. Desde 3 de Outubro de 2012 que circulava em conjunto com o comboio Sud Expresso no troço entre Lisboa-Santa Apolónia e Medina del Campo, fazendo sozinho o troço desde aquele ponto até Madrid.

## Caracterização
Este comboio circulava todas as noites entre Madrid e Lisboa, oferecendo lugares sentados ou em cama, nas classes turística, preferente ou gran classe; a composição inclui, igualmente, uma carruagem-bar.
Em 2 de Junho de 2013, este comboio ligava Lisboa-Santa Apolónia a Madrid-Chamartín, possuindo paragens, em conjunto com o Sud Expresso, nas estações de Lisboa-Oriente, Entroncamento, Caxarias, Pombal, Coimbra-B, Santa Comba Dão, Mangualde, Celorico da Beira, Guarda, Vilar Formoso, Fontes de Onor, Cidade Rodrigo, Salamanca, e Medina del Campo; no troço em que circula separado, de Medina de Campo a Madrid, servia apenas a cidade de Ávila.
Em 2017, quer o Sud Expresso quer o Lusitânia, são formados por uma composição Talgo IV e traccionados em Portugal por Locomotivas Eléctricas da Série 5600. Em Espanha, a tracção é dividida entre as Locomotivas Diesel Série 334 (no percurso Vilar Formoso - Medina del Campo) e as Locomotivas Electricas Série 252 (nos restantes percursos).
O percurso de 625 quilómetros entre Lisboa e Madrid demora mais de 10 horas, evitando assim que parta demasiado tarde e que chegue a Madrid demasiado cedo.

## História

### Início dos serviços
Iniciou-se em 1995, para substituir os serviços Talgo Luís de Camões e Lusitânia Expresso, que faziam o mesmo percurso. o Lusitânia Comboio Hotel é um sucessor directo do Lusitânia Expresso, que também circulava de noite.

### Período de 2003 a 2011
No dia 1 de Agosto de 2003, uma dos comboios Lusitânia ficou retido na Estação de Marvão-Beirã, devido a um incêndio florestal em Vila de Rei, que cortou a circulação ferroviária naquele troço.
Em 19 de Maio de 2006, um curto-circuito a bordo de um dos comboios Lusitânia causou um pequeno incêndio, que obrigou a composição a parar junto a Vale de Santarém. O comboio foi rebocado até Lisboa, onde chegou com cerca de 70 minutos de atraso. Alguns meses mais tarde, em 6 de Novembro de 2006, uma das composições deste serviço descarrilou junto a Badajoz, devido a condições climatéricas adversas, tendo este acidente resultado num ferido ligeiro. Em 15 de Janeiro de 2008, a locomotiva de um comboio Lusitânia, com destino a Lisboa, avariou-se junto à Estação de Riachos, na Linha do Norte, tendo sido necessária a sua substituição, o que originou um atraso de cerca de uma hora.
Em 28 de Setembro de 2010, este comboio foi temporariamente suspenso devido a uma greve geral em Espanha. No mês seguinte, um dos comboios Lusitânia, com destino a Madrid, descarrilou depois de colidir com gado, que tinha transitado para a via numa zona onde a cerca de protecção estava danificada, junto à localidade de Beirã. Os passageiros não sofreram quaisquer ferimentos, mas a circulação no local teve de ser condicionada.
Este serviço não se realizou no dia 9 de Janeiro de 2011, na sequência de uma greve dos maquinistas; no dia 25 de Março de 2011, realizou-se outra greve, mas o Lusitânia não foi suspenso, uma vez que foi inserido nos serviços mínimos decretados. Este comboio voltou a ser cancelado no dia 3 de Junho desse ano, devido a uma terceira greve.

### Alteração do percurso para Salamanca

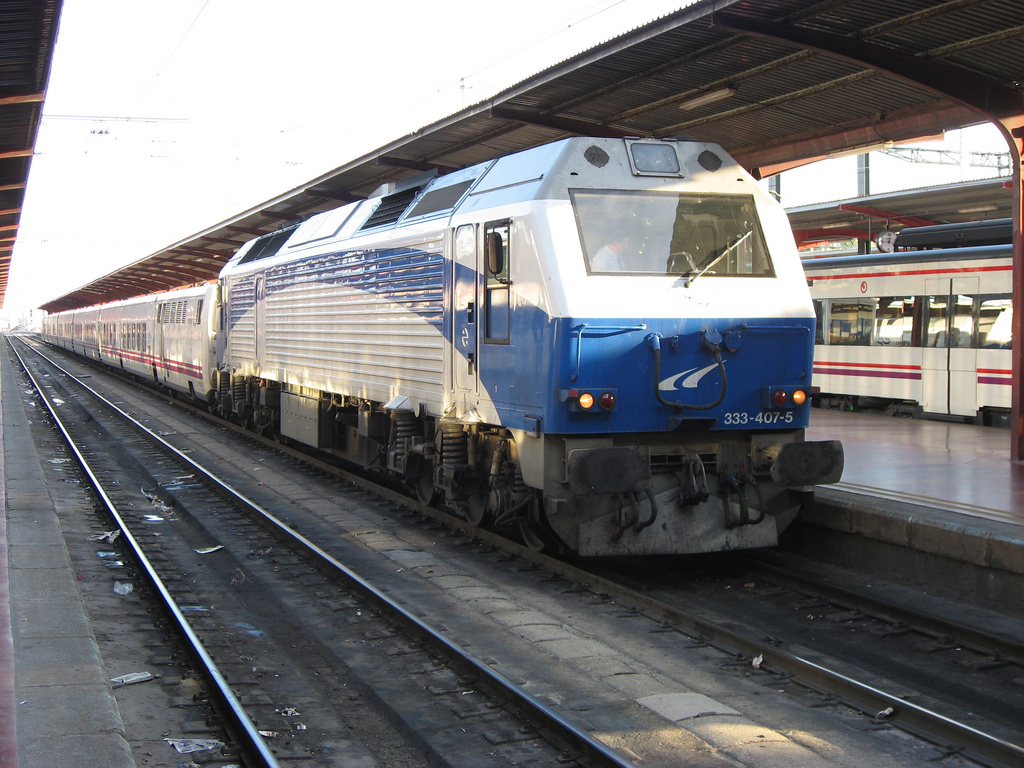
Composição do Lusitânia na Estação de Madrid-Chamartin, em 2010

Com o fim dos comboios regionais no Ramal de Cáceres, em 1 de Fevereiro de 2011, apenas este comboio, junto com algumas composições de mercadorias, passaram a circular por aquela ligação ferroviária. No entanto, desde esse ano que a empresa Comboios de Portugal esteve a planear a alteração do percurso do Lusitânia, deixando de circular pelo Ramal de Cáceres e de passar pelas localidades espanholas de Valência de Alcântara e Cáceres, e passando a circular por Vilar Formoso, Fontes de Onor e Salamanca, alteração que permitiria o encerramento do Ramal de Cáceres e da ligação internacional em Valência de Alcântara, no âmbito do Plano Estratégico de Transportes, apresentado em Outubro daquele ano. Por outro lado, também poderia rentabilizar este comboio, uma vez que o novo percurso iria passar por zonas com melhores mercados, como Coimbra e Salamanca. Nos últimos anos de operação, tem-se verificado uma quebra no número de passageiros, devido principalmente aos horários desadequados; Pablo Carrilho, alcaide de Valência de Alcântara, propôs uma redução no percurso, apenas de Lisboa a Cáceres, e a passagem para horário diurno, uma vez que assim já teria ligação com os comboios para Madrid.
Inicialmente, a transição do comboio Lusitânia estava prevista para finais de 2011, tendo sido atrasada para 17 de Junho de 2012, e posteriormente prorrogada para 30 de Junho.
Em Maio de 2012, a Renfe Operadora comunicou internamente esta alteração, embora as empresas Comboios de Portugal e Rede Ferroviária Nacional a tenham negado. Nesse mês, o governo espanhol afirmou estar a defender a continuação do presente traçado do comboio Lusitânia, mas o seu homólogo português continuou empenhado nas alterações, principalmente para poder encerrar o Ramal de Cáceres. Este serviço foi um dos assuntos discutidos no âmbito da XXV Cimeira Luso-Espanhola, realizada em 9 de Maio, na cidade do Porto. Esta medida foi contestada pelas populações e autarquias locais, e por várias organizações ambientais e sindicalistas em Portugal e Espanha, que protestaram em Valência de Alcântara, em Dezembro de 2011. O Comité do Centro de Trabalho provincial da empresa espanhola Administrador de Infraestructuras Ferroviarias em Cáceres alertou para a possibilidade de se perderem vários postos de trabalho na comunidade autónoma da Extremadura, uma vez que, com o fim do comboio, a linha entre Valência de Alcântara e Cáceres ficaria em risco de encerrar. No dia 6 de Junho, realizou-se uma concentração de funcionários dos caminhos de ferro espanhóis na Estação de Cáceres, e de representantes de várias organizações laborais e sindicais, contra a alteração do traçado do Lusitânia Comboio Hotel. Outra manifestação teve lugar no dia seguinte, e no dia 16 foi organizada uma marcha entre as Estações de San Vicente de Alcántara e Valência de Alcântara, com a mesma finalidade.
Em 1 de Junho de 2012, a operadora Comboios de Portugal avisou que se previa o cancelamento de alguns dos serviços do Lusitânia Comboio Hotel para os próximos dias, devido à ocorrência de greves por parte dos funcionários. Esta alteração também teve repercussões políticas em Espanha, tendo o Grupo Municipal Socialista de Cáceres citado, em Maio de 2012, a modificação prevista do traçado do Lusitânia como um dos exemplos da passividade dos autarcas daquela cidade. Também um dos representantes do Partido Socialista no Parlamento da Estremadura, Francisco Macías Martín, acusou o presidente do governo, Mariano Rajoy, e o presidente da Junta da Estremadura, José Antonio Monago, de terem autorizado esta alteração no percurso, no âmbito das Cimeiras Ibéricas, e de não cumprirem um acordo de Janeiro, no qual se comprometeram a defender a passagem do comboio Lusitânia por Cáceres e Valência de Alcântara. O secretário-geral das Comissões Operárias da Estremadura, Julíán Carretero, considerou que o fim da passagem do Lusitânia por Cáceres é um atentado contra aquela cidade, uma vez que iria dificultar as ligações internacionais daquela região com Portugal, especialmente para Lisboa. Esta posição também foi defendida pela Federação Comercial de Cáceres, que avisou para os efeitos económicos de um afastamento da cidade em relação a Lisboa e Madrid.
Em Agosto de 2012, a Rede Ferroviária anunciou a sua decisão de encerrar o Ramal de Cáceres, sendo o percurso do Lusitânia comboio hotel alterado, de forma a transitar pela Linha da Beira Alta.

### "Fusão" com o Sud Expresso[1]

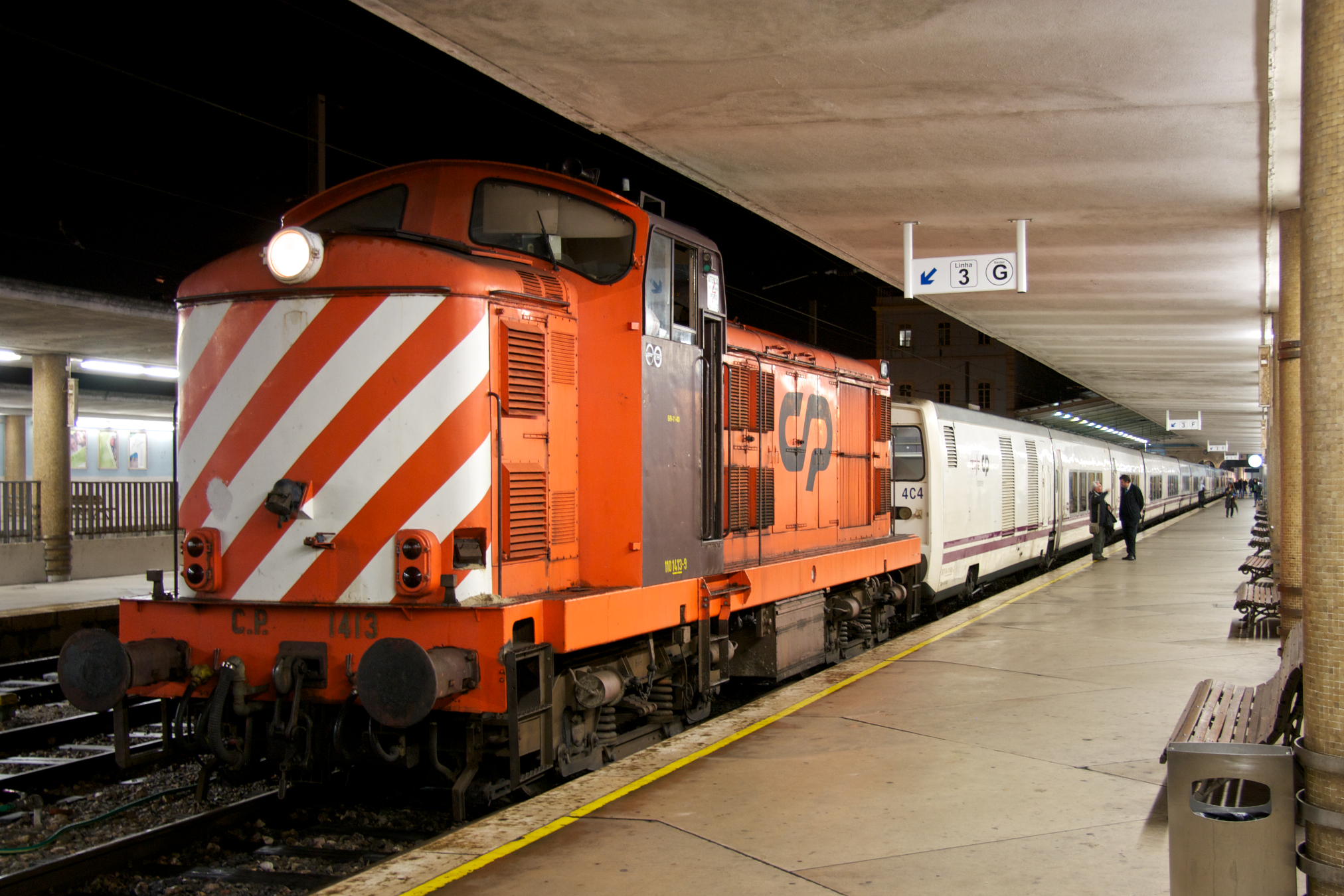
Composição mista do Sud Expresso e Lusitânia Comboio Hotel, na Estação de Santa Apolónia, em Janeiro de 2013

Em 3 de Outubro de 2012, os serviços Sud Expresso e Lusitânia passam a circular acoplados entre as estações de Lisboa Santa Apolónia e Medina del Campo. Por norma, à saída da capital portuguesa, a composição da cabeça é o Sud Expresso e a da cauda é o Lusitânia. Nesse dia entrou também em circulação um novo serviço Intercidades, entre as estações de Porto Campanhã e Coimbra-B, que possibilitava a ligação da Região Norte aos serviços internacionais. Posteriormente este serviço passou a InterRegional.
Esta medida foi implementada em acordo entre as empresas Comboios de Portugal e Renfe, com vista a reduzir os custos decorrentes da operação de ambos os serviços; por outro lado, a companhia portuguesa defendeu que esta decisão veio favorecer as regiões do Norte e do centro do país.

### Pandemia de COVID-19 em 2020
No âmbito da Pandemia de COVID-19, a ligação foi suspensa a 17 de março de 2020. 
Em Maio de 2020 o jornal ABC noticiou que não será retomada.

### Reinício planeado
Em 12 de Fevereiro de 2025, o jornal espanhol El Confidencial noticiou que estavam a decorrer negociações entre os governos ibéricos no sentido de reiniciar os serviços do Lusitânia ainda durante o primeiro semestre do ano. De acordo com o Ministro das Infraestruturas de Portugal, estavam-se a criar condições no sentido de melhorar a competitividade dos comboios nocturnos, e de permitir que as operações recomeçassem tão depressa quanto possível. Caso voltasse a circular, o Lusitânia iria fortalecer as ligações ferroviárias e melhorar a mobilidade entre ambos os países, criando uma alternativa mais sustentável para este percurso. Estas negociações foram iniciadas na sequência de uma petição aprovada pelo Parlamento português em Novembro de 2024, para pressionar o governo a iniciar o diálogo com Espanha, tendo no dia 16 de Janeiro de 2025 sido realizado um encontro em Madrid sobre as ligações ferroviárias entre ambos os países, no qual também se discutiu o reinício dos comboios Lusitânia.